# はるかぜ (護衛艦)

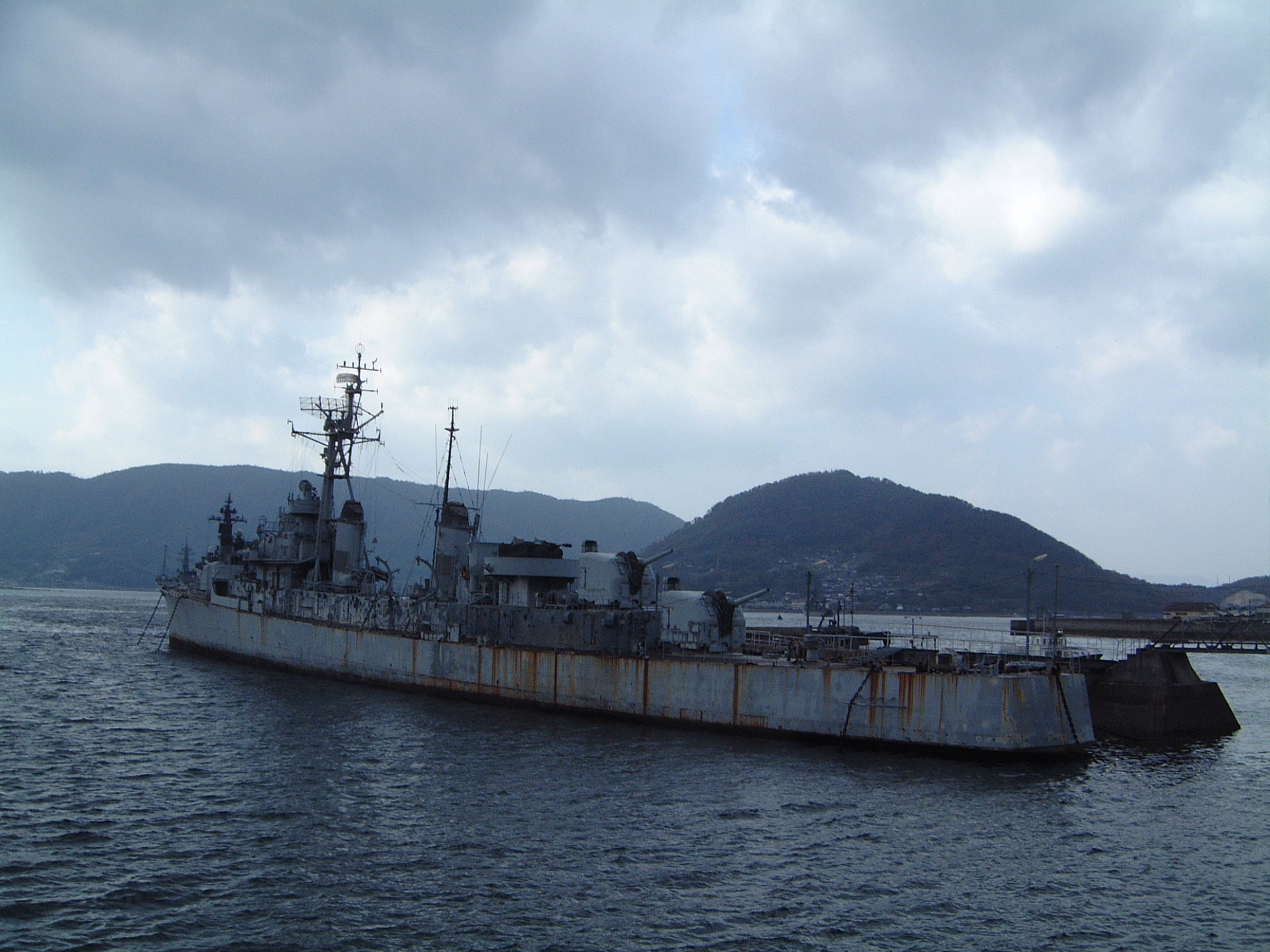
海上自衛隊第1術科学校で保管中のはるかぜ（2000年12月）

はるかぜ（ローマ字：JDS Harukaze, DD-101、ASU-7002）は、海上自衛隊の護衛艦。はるかぜ型護衛艦の1番艦。旧海軍の神風型駆逐艦 (初代)「春風」、神風型駆逐艦 (2代)「春風」に続き日本の艦艇としては3代目。

## 艦歴
「はるかぜ」は、昭和28年度甲型警備艦1601号艦として、三菱造船長崎造船所で1954年（昭和29年）12月15日に起工され、1955年（昭和30年）9月20日に進水、1956年（昭和31年）4月26日に就役し、佐世保地方隊に編入された。
1957年（昭和32年）4月1日、第2護衛隊群に旗艦として編入。
1958年（昭和33年）1月14日から2月25日の間で練習艦隊による海上自衛隊初のハワイ方面への遠洋練習航海が実施され、旗艦として参加、同年8月6日から10月10日に行われたハワイ・北米方面への第2回遠洋練習航海にも旗艦として参加している。なお、同年3月に行われた定期修理の際に5インチ砲用射撃指揮装置をMk.51からスイス・コントラバス社製射撃指揮装置（「ヤベルク」）に換装しており、同機から得られたデータ・経験はFCS-1の開発に生かされた。また、同年4月1日付で、第1護衛隊群に旗艦として編入され、定係港が横須賀へ転籍となっている。
同年12月、奄美大島の瀬戸内町内で大規模火災が発生。支援物資の搬入に従事。
1959年（昭和34年）1月20日から3月20日まで三菱重工長崎造船所において大規模な兵装の改修が行われ、後部の爆雷投射機4基、爆雷投射軌条1条を撤去し、Mk2短魚雷落射機を両舷に各1基装備。対潜アクティブソーナーをQHBaからSQS-11Aに、パッシブソーナーをQDAからSQR-4/SQA-4に換装した。また、敵味方識別装置の新設、電子戦装置をOLR-3からOLR-4へ換装し、戦闘区画諸室への冷暖房通風設備の新設などの工事が実施された。
1960年（昭和35年）2月には洋上給油装置が装備された。
1961年（昭和36年）2月1日、第2護衛隊群に旗艦として編入され、定係港も再び佐世保へ転籍。
1967年（昭和42年）3月にソナーをSQS-30に換装した。
1969年（昭和44年）10月15日、佐世保地方隊に編入。
1971年（昭和46年）2月1日、僚艦「ゆきかぜ」とともに第3護衛隊群隷下に新編された第12護衛隊に編入。なお、両艦が護衛隊を編成するのはこれが初めてであった。
1973年（昭和48年）12月16日、第12護衛隊が廃止となり、第1潜水隊群に直轄艦として編入され、定係港も呉に転籍となる。潜水艦訓練の支援任務に従事するため、艦尾の爆雷投射機、爆雷投下軌条を撤去し、訓練魚雷揚収ダビット、魚雷搭載用架台などを設置した。
1981年（昭和56年）3月27日、特務艦に種別変更され、艦籍番号がASU-7002に変更。
1985年（昭和60年）3月5日、除籍。
2001年（平成13年）11月まで海上自衛隊第1術科学校に特設桟橋として係留保管されていたが、塩害による傷みが著しく進行したため売却され、同月19日に同地を離れ、解体された。